# Aplousina errans
Aplousina errans är en mossdjursart som beskrevs av Ferdinand Canu och Ray Smith Bassler 1928. Aplousina errans ingår i släktet Aplousina och familjen Calloporidae. Inga underarter finns listade i Catalogue of Life.